# Nina Simone at Town Hall
Nina Simone at Town Hall från 1959 är ett livealbum med Nina Simone från en konsert i Town Hall, New York. Några av sångerna framfördes under konserten men återinspelades i studio för albumet.

## Låtlista
1. Black is the Color of My True Love's Hair (trad) – 3:33
2. Exactly Like You (Jimmy McHugh/Dorothy Fields) – 3:17
3. The Other Woman (Jessie Mae Robinson) – 3:00
4. Under the Lowest (Nina Simone) – 5:34
5. You Can Have Him (Irving Berlin) – 5:55
6. Summertime [instrumental] (George Gershwin/Ira Gershwin/DuBose Heyward) – 2:56
7. Summertime (George Gershwin/Ira Gershwin/DuBose Heyward) – 2:46
8. Cotton Eyed Joe (trad) – 2:57
9. Return Home (Nina Simone) – 5:28
10. Wild is the Wind (Dimitri Tiomkin/Ned Washington) – 3:38
11. Fine and Mellow (Billie Holiday) – 3:27

## Inspelningsdata
12 september 1959 i Town Hall, New York (spår 1, 4–7, 9)
Oktober 1959 i New York (spår 2, 3, 8, 10, 11)

## Musiker
- Nina Simone – sång, piano
- Jimmy Bond – bas
- Al 'Tootie' Heath – trummor